# Formica gravelyi
Formica gravelyi é uma espécie de formiga do gênero Formica, pertencente à subfamília Formicinae.